# تفجير سوق الكرمل
تفجير سوق الكرمل هي عملية استشهادية فدائية وقعت في 1 نوفمبر 2004 في سوق الكرمل الواقع في قلب الحي التجاري في تل أبيب . قُتل ثلاثة أشخاص في الهجوم وأصيب أكثر من 30 شخصًا.
فجر شاب فلسطيني نفسه في سوق الكرمل في تل ابيب في عملية استشهادية ادت إلى مقتل ثلاثة إسرائيليين واصابة 43 آخرين، كما استشهد منفذ العملية، وفيما اعلنت الجبهة الشعبية لتحرير فلسطين مسؤوليتها عن العملية معلنة ان منفذها الشهيد عامر عبد الرحيم 16 عاماً وهو اصغر فدائي فلسطيني من مخيم للاجئين بالقرب من نابلس و اعتبرت حركة المقاومة الاسلامية حماس ان العملية الانتحارية في تل ابيب رد طبيعي على الجرائم والمذابح الإسرائيلية ضد الشعب الفلسطيني وشددت على ان العدو لن ينعم بالامن طالما لا ينعم به الفلسطينيون.

## الهجوم
في يوم الاثنين الموافق 1 نوفمبر 2004 ، بعد الساعة 11:00 بوقت قصير، قام فدائي فلسطيني كان يرتدي حزامًا ناسفًا مخبأً تحت ملابسه بتفجير العبوة الناسفة في سوق الكرمل الواقع في قلب الحي التجاري في تل أبيب.
أسفر الانفجار عن مقتل ثلاثة مدنيين وإصابة أكثر من 30 شخصًا.

### القتلى
- تاتيانا أكرمان، 32 سنة، من تل أبيب [2]
- شموئيل ليفي، 65 عامًا، من يافا [3]
- ليا ليفين، 64 سنة، من جفعتايم [4]

## المسؤول
أعلنت «الجبهة الشعبية لتحرير فلسطين» الفلسطينية مسؤوليتها عن الهجوم، وذكرت أن الهجوم نفذه فلسطيني يبلغ من العمر 16 عامًا اسمه عامر الفار، وهو من مدينة نابلس الفلسطينية في الغرب البنك .

## ردود الفعل الرسمية
الأطراف المعنية
 فلسطين :
- السلطة الوطنية الفلسطينية - أدان الزعيم الفلسطيني ياسر عرفات الهجوم ودعا الفلسطينيين والإسرائيليين إلى تجنب قتل المدنيين.[6]
- دعا رئيس الوزراء الفلسطيني أحمد قريع إلى إنهاء التفجيرات الانتحارية الفلسطينية.[6]
- قال مشير المصري المتحدث باسم حركة حماس في غزة لوكالة فرانس برس ان العملية عملية نوعية و رد طبيعي متوقع امام المذابح والمجازر وحرب الإبادة الصهيونية. و اعتبر المصري العملية رسالة من الشعب الفلسطيني مفادها ان العدو الصهيوني لن ينعم بالامن طالما لم ينعم به الشعب الفلسطيني واطفاله.أعلنت الجبهة الشعبية لتحرير فلسطين مسؤوليتها عن الهجوم.[5]
- قال نبيل أبو ردينة مساعد الرئيس الفلسطيني ياسر عرفات ان عرفات أدان الهجوم الذي وقع في تل ابيب ودعا الإسرائيليين والفلسطينيين إلى تفادي قتل المدنيين. و قال أبو ردينة الذي يرافق الرئيس الفلسطيني في رحلة علاجه في فرنسا ان عرفات اتصل به هاتفيا من المستشفى الذي يعالج به. وقال لرويترز بعد تلقيه الاتصال الهاتفي »لقد ادان الهجوم في تل ابيب وقال انه يدين قتل المدنيين من الجانبين«.[7]
- قال احمد قريع رئيس الوزراء الفلسطيني العملية التفجيرية التي نفذها مهاجم انتحاري فلسطيني في سوق للخضار بمدينة تل ابيب الإسرائيلية مما اسفر عن مقتل ثلاثة إسرائيليين على الاقل. و قال قريع للصحفيين نحن ندين هذه العملية التي استهدفت المدنيين بشدة ونرفضها ولا نعتقد ان هذا يخدم قضيتنا خاصة في هذه الظروف الصعبة ونطلب من الجميع بان يتوقف عن استهداف المدنيين نهائيا.[7]
- أدان الموفد الخاص للامم المتحدة إلى الشرق الأوسط تيري رود لارسن العملية الانتحارية التي وقعت في تل ابيب وادت إلى مقتل أربعة اشخاص ومنفذها ودعا السلطة الفلسطينية إلى التحرك بدون ابطاء ضد كل الضالعين في الإرهاب. و قال رود لارسن في بيان صادر عن مكتبه انه يأمل ان تتحرك السلطة الفلسطينية من دون ابطاء ضد كل الذين يخططون لاعمال ارهابية وينفذونها واحالتهم إلى القضاء.[8]

 إسرائيل :
- حث متحدث باسم وزارة الخارجية الإسرائيلية السلطة الفلسطينية على قمع النشطاء المسلحين.[9]
- ذهب رئيس الوزراء الإسرائيلي ارييل شارون إلى ان هجوم تل ابيب يثبت ان القيادة الفلسطينية لم تغير نهجها بالرغم من تغيب ياسر عرفات للعلاج في باريس. وقال شارون في تصريح نقلته الإذاعة العسكرية التفجير في سوق الكرمل يثبت انه لا يوجد تغيير لدى القيادة الفلسطينية. وتابع سنواصل مكافحة الإرهاب طالما لم يفعلوا هم ذلك.[7]

## روابط خارجية
- تفجير انتحاري في سوق الكرمل من 1 نوفمبر 2004 - نُشر في وزارة الخارجية الإسرائيلية
- ثلاثة قتلى في انفجار تل أبيب - نُشر على الجارديان في 1 نوفمبر 2004
- مهاجم يهاجم سوق تل أبيب - نشر على بي بي سي نيوز في 1 نوفمبر 2004
- انتحاري سوق الإضرابات في إسرائيل، قتل على الأقل 3 - نشرت في صحيفة نيويورك تايمز في 1 نوفمبر 2004
- انفجار يهز سوق تل أبيب - تم نشره في USA Today في 1 نوفمبر 2004